# 於仇賁
於仇賁（呉音：うぐぶん、漢音：おきゅうほん、拼音：Wūchóubēn、生没年不詳）は、後漢初期の鮮卑族の大人（たいじん：部族長）。史書において、最初に登場する鮮卑大人である。

## 経歴
建武30年（54年）春1月、鮮卑大人の於仇賁と満頭らは、種人を率いて洛陽の宮闕（宮城の門）にやってきて朝貢し、後漢に内属したので、光武帝は於仇賁を王に、満頭を侯に封じた。

## 参考資料
- 『三国志』（烏丸鮮卑東夷伝）
- 『後漢書』（光武帝紀、烏桓鮮卑列伝）